# Тампонажний камінь
Тампонажний камінь (англ. plugging stone; нім. Abdichtenstein m) — затверділий тампонажний розчин, що утворюється в заколонному просторі свердловини при її кріпленні.